# ان-بوتیل‌آمین
ان-بوتیل‌آمین (به انگلیسی: N-Butylamine) یک ترکیب شیمیایی با شناسه پاب‌کم ۸۰۰۷ است. شکل ظاهری این ترکیب، مایع بی‌رنگ است.